# Caolaoji
Caolaoji (kinesiska: 曹老集) är en köping i östra Kina. Den ligger i stadsdistriktet Huaishang i staden Bengbu i provinsen Anhui, omkring 130 kilometer norr om provinshuvudstaden Hefei. Antalet invånare är 36385. Befolkningen består av 17 756 kvinnor och 18 629 män. Barn under 15 år utgör 20,0 %, vuxna 15-64 år 67 %, och äldre över 65 år 12,0 %.